# Sri Prem Baba
Sri Prem Baba (nome de nascimento: Janderson Fernandes de Oliveira; nascido em 9 de novembro de 1965, em Guarulhos, São Paulo) é um mestre espiritual brasileiro, autor best-seller e fundador da Sri Prem Baba Academy. Reconhecido por integrar tradições espirituais do Oriente com psicologia ocidental, xamanismo e ferramentas de autoconhecimento, atua na formação de lideranças espirituais e na promoção de uma cultura de paz. Seus ensinamentos enfatizam a conexão entre espiritualidade, amor e autorresponsabilidade.
Em maio de 2025, lançou sua autobiografia Em Busca da Verdade – Autobiografia de um iogue brasileiro, na qual compartilha memórias pessoais e espirituais, desde a infância no Brasil até sua iniciação na linhagem dos Himalaias.

## Biografia
Sri Prem Baba nasceu em Guarulhos em 1965 (nome de nascimento Janderson Fernandes de Oliveira). Filho de uma mãe adolescente e abandonado pelo pai biológico, foi criado pela avó, uma médium que mais tarde se converteu ao evangelismo. Desde cedo, teve contato com diferentes tradições religiosas e espirituais, o que moldou sua visão universalista.
Na adolescência, iniciou sua busca espiritual explorando o Yoga. Tornou-se professor de Yoga e aprofundou-se em diversos caminhos de autoconhecimento, como o Gnosticismo, a psicologia transpessoal, o Pathwork, o xamanismo da floresta amazônica e a filosofia védica.
Aos 33 anos, sua jornada espiritual o levou à Índia, onde conheceu seu mestre, Sri Hans Raj Maharajji, nos Himalaias. Foi iniciado na linhagem espiritual Sachcha e recebeu o nome Prem Baba, que significa “Pai do Amor”, em hindi. Sob a orientação de Maharajji, alcançou um marco espiritual profundo, que consolidou sua missão como guia humanitário e mestre espiritual.

## Ensinamentos e Atuação no Mundo
Sri Prem Baba foi o criador do Caminho do Coração, um método de desenvolvimento psicoespiritual que busca integrar mente, emoções e alma, promovendo o autoconhecimento como via de reconexão com o amor essencial. Seus ensinamentos unem a sabedoria ancestral com a vida contemporânea, em uma abordagem prática, acessível e universal.
Também foi o idealizador do movimento Awaken Love, que tinha como objetivo promover uma cultura de não violência por meio da arte, da educação e de práticas espirituais.
Hoje, além de retiros e satsangs presenciais, conduz também transmissões online por meio da Sri Prem Baba Academy, conectando buscadores em mais de 35 países. A plataforma oferece aulas, satsangs, e guiança espiritual para centenas de alunos, formando uma comunidade global dedicada à transformação interior e ao serviço ao mundo.

## Linhagem Sachcha
A linhagem Sachcha (ou “linhagem da Verdade”) tem origem na tradição védica da Índia e segue o princípio do parampara – a transmissão do conhecimento espiritual de mestre para discípulo. O propósito dessa linhagem é preservar e compartilhar a sabedoria atemporal, despertando a presença divina em todos os seres e contribuindo para o fim do sofrimento humano.

## Obra literária
Além de sua atuação como mestre espiritual, Sri Prem Baba é autor de livros que se tornaram referência na área do desenvolvimento humano e espiritual, entre eles:
- Propósito - A coragem de ser quem somos
- Amar e Ser Livre
- Em Busca da Verdade - Autobiografia de um iogue brasileiro
- Plenitude - A vida além do medo
- Parivartan - A transformação para uma nova consciência
- Transformando o Sofrimento em Alegria
- Flor do Dia, Mensagens de amor e autoconhecimento

Seus livros oferecem ferramentas práticas para o autoconhecimento, com foco na tomada de consciência das escolhas diárias, auxiliando leitores a criarem vidas mais saudáveis e felizes.

## Centros pelo Brasil e pelo Mundo
Sri Prem Baba conduz anualmente temporadas de Satsang e retiros no Brasil, nos Estados Unidos e na Índia, onde compartilha seus ensinamentos e oferece Darshan, a transmissão silenciosa de bênçãos espirituais. 
Hoje conta com alguns Ashrams, centros espirituais, que servem como ponto de apoio para espalhar a sua missão e se encontrar com buscadores.

#### Sachcha Mission Ashram - Nazaré Paulista/SP
Este santuário localizado em meio à Mata Atlântica é a Escola de Yogis onde Sri Prem Baba une seus saberes da Floresta aos Himalaias e recebe buscadores de diversas partes do mundo. Primeiro Ashram da linhagem Sachcha no Brasil, há mais de 20 anos tem seus templos rezados tornando o espaço um centro de emissão de luz, a serviço da missão Sachcha de sustentar uma era de mais consciência e amor, mesmo em tempos desafiadores de transição planetária.

#### Sachcha Dharma Center - Mount Shasta/USA
Localizado na proteção da vasta Shasta National Forest, o Sachcha Dharma Center tem o propósito de despertar a divindade latente em cada ser humano, o alinhamento com o Dharma (a lei natural) e a disseminação dessa luz para iluminar todos os cantos do mundo, transformando o jogo da vida em uma dança de alegria e compaixão. É um espaço de ascensão e transformação, que atualmente recebe os buscadores para encontrar com Sri Prem Baba entre os meses de agosto e setembro.

#### Dhyan Mandir Ashram - Rishikesh/Índia
Situado na zona rural da cidade sagrada de Rishikesh, capital mundial do yoga aos pés dos Himalaias, o Dhyan Mandir é um Ashram tradicional védico. Sri Prem Baba oferece nos primeiros meses do ano temporadas de satsang e Retiro de Silêncio para buscadores que peregrinam até a Índia para lavar karmas e ampliar a consciência.

## Controvérsias
Em 2018, Sri Prem Baba enfrentou uma acusação de má conduta por parte de uma ex-discípula, que alegou ter vivido uma relação afetiva com o mestre em um contexto que considerava inadequado dez anos antes. A denúncia, divulgada nas redes sociais, ganhou ampla repercussão e gerou críticas públicas. Prem Baba respondeu com um pronunciamento deixando claro que teve um relacionamento de 2 anos com ela de forma consensual, que nunca negou a sexualidade, mas pedindo desculpas por eventuais equívocos e afirmando que jamais usou sua posição para obter qualquer tipo de vantagem indevida.
O caso foi investigado pelo Ministério Público de São Paulo, mas foi arquivado em 2019 por falta de elementos que configurassem abuso, e não houve abertura de inquérito policial nem ação judicial.
Em entrevistas mais recentes, Sri Prem Baba se manifestou abertamente sobre o episódio. Em 2023, publicou um artigo na Folha de S.Paulo em que criticou o ambiente digital contemporâneo, classificando o cancelamento como uma forma de “linchamento emocional” promovido por julgamentos precipitados e ausência de escuta. Em suas palavras: "O ruído viral destrói reputações com mais força do que qualquer apuração pode restaurar".

Em entrevista à revista Veja, em maio de 2025, Prem Baba afirmou que o período posterior à acusação foi vivido como um “doutorado espiritual”, que exigiu revisão profunda de sua postura e amadurecimento da liderança. Ele reforçou que o episódio motivou o fortalecimento das diretrizes éticas em seus centros e a criação de canais mais claros de acolhimento e proteção a alunos e colaboradores.